# 1886 في إسبانيا
فيما يلي قوائم الأحداث التي وقعت خلال عام 1886 في إسبانيا.

## أحداث
- 4 أبريل – الانتخابات الإسبانية العامة 1886

## سياسة

### تعيين في المنصب
- 11 أبريل – نيكولاس سالميرون عضو مجلس النواب الإسباني  [لغات أخرى]‏.

## كتب
من الكتب التي صدرت هذه السنة في إسبانيا:
- 1 يناير – فورتوناتا وخثينتا من تأليف بينيتو بيريث جالدوس.

## مواليد

### يناير
- 1 يناير – مانويل باردينياس

### مارس
- 31 مارس – أماديو غارسيا لاعب كرة قدم إسباني.

### مايو
- 17 مايو – ألفونسو الثالث عشر ملك إسبانيا[1]

### يوليو
- 25 يوليو – جونزالو رودريغيز[2]

### أكتوبر
- 4 أكتوبر – لويس ألبرني[3]

### نوفمبر
- 17 نوفمبر – إلينا فورتون كاتبة إسبانية.